# José Ocáriz
José Ocáriz (La Rioja, España, 1750; Varna, Italia, en 1805). Diplomático español. Fue el encargado de solicitar a Francia el indulto de Luis XVI de Francia. 
José Ocáriz es nombrado cónsul general de España en Francia en 1792, cuando se inician los conflictos con este país. Por medio de una carta al ministro de Negocios Extranjeros y a la Asamblea Nacional de Francia expresa la preocupación de su país por la suerte de Luis XVI, adhiriéndose así a la Declaración de Pillnitz. También solicita que se entablaran negociaciones con Prusia y Austria, países con los cuales Francia se encuentra en guerra.
Tras la ejecución del monarca y debido a la declaración de guerra a su país, Ocáriz debe abandonar Francia el 7 de marzo de 1793.
En 1795 le es asignada la tarea de iniciar las negociaciones de paz con Francia, la cual será firmada en Basilea. Luego de esto regresa a París a ocupar su cargo.
Años después (1803) es nombrado embajador en Estocolmo.
Fallece en 1805 en Varna (Bulgaria), dirigiéndose a ocupar el cargo de embajador en Constantinopla.
- Datos: Q3186494